# SGDC
SGDC (Satélite Geoestacionário de Defesa e Comunicações Estratégicas) ist ein Kommunikationssatellit, der von der brasilianischen Telebras betrieben wird. Er ist der erste Satellit für die brasilianische Regierung sowie auch das erste Raumfahrzeug, das von Arianespace für Visiona Tecnologia Espacial S.A., dem Hauptauftragnehmer, welcher für das Programmmanagement, die Gesamtsystemintegration und die Ende-zu-Ende-Kommunikation verantwortlich ist, gestartet wurde.
Er wurde am 4. Mai 2017 um 19:50 UTC mit einer Ariane-5-Trägerrakete vom Raketenstartplatz Centre Spatial Guyanais (zusammen mit Koreasat 7) in eine geostationäre Umlaufbahn gebracht.
Der dreiachsenstabilisierte Satellit ist mit 50 Ka-Band- und 7 X-Band-Transpondern ausgerüstet und soll von der Position 75° West aus Südamerika mit Telekommunikationsdienstleistungen mit bis zu 57 Gbps versorgen. Die Ka-Band-Nutzlast bietet eine Reihe von Hochleistungsbeams, die ganz auf das brasilianische Territorium fokussiert sind, während das X-Band-System Südamerika und benachbarte maritime Regionen umfasst. SGDC soll sowohl zivil als auch militärisch eingesetzt werden und ein sicheres Satellitenkommunikationssystem für die brasilianische Regierung und die Streitkräfte ermöglichen und gleichzeitig die digitale Kluft in Brasilien reduzieren. Der Satellit wurde auf Basis des Satellitenbusses Spacebus 4000C4 der Thales Alenia Space gebaut und besitzt eine geplante Lebensdauer von mehr als 18 Jahren.